# Bruno Gecchelin
Bruno Gecchelin (né le 25 septembre 1939 à Milan) est un designer italien.

## Biographie
Parmi les clients de son studio figurent Olivetti, Bazzani, Arteluce, Stilnovo. Il a reçu le Prix Compasso d'Oro à trois reprises : en 1989, 1991 et 2004.

## Source
- (it) Cet article est partiellement ou en totalité issu de l’article de Wikipédia en italien intitulé « Bruno Gecchelin » (voir la liste des auteurs).